# Saignée (médecine)
Pour les articles homonymes, voir Saignée.

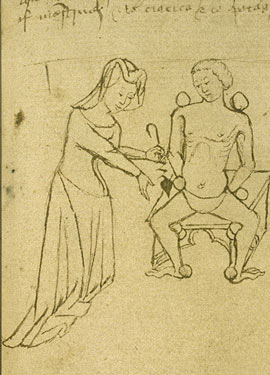
Femme médecin pratiquant une saignée. Les coupelles chauffées placées sur le corps sont destinées à recueillir le sang (XVe siècle).

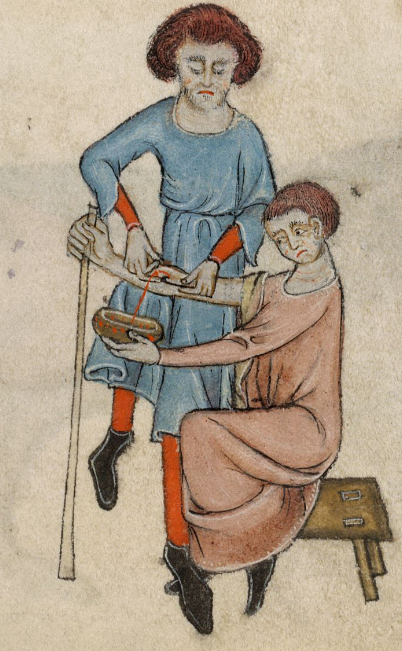
Pratique d'une saignée.

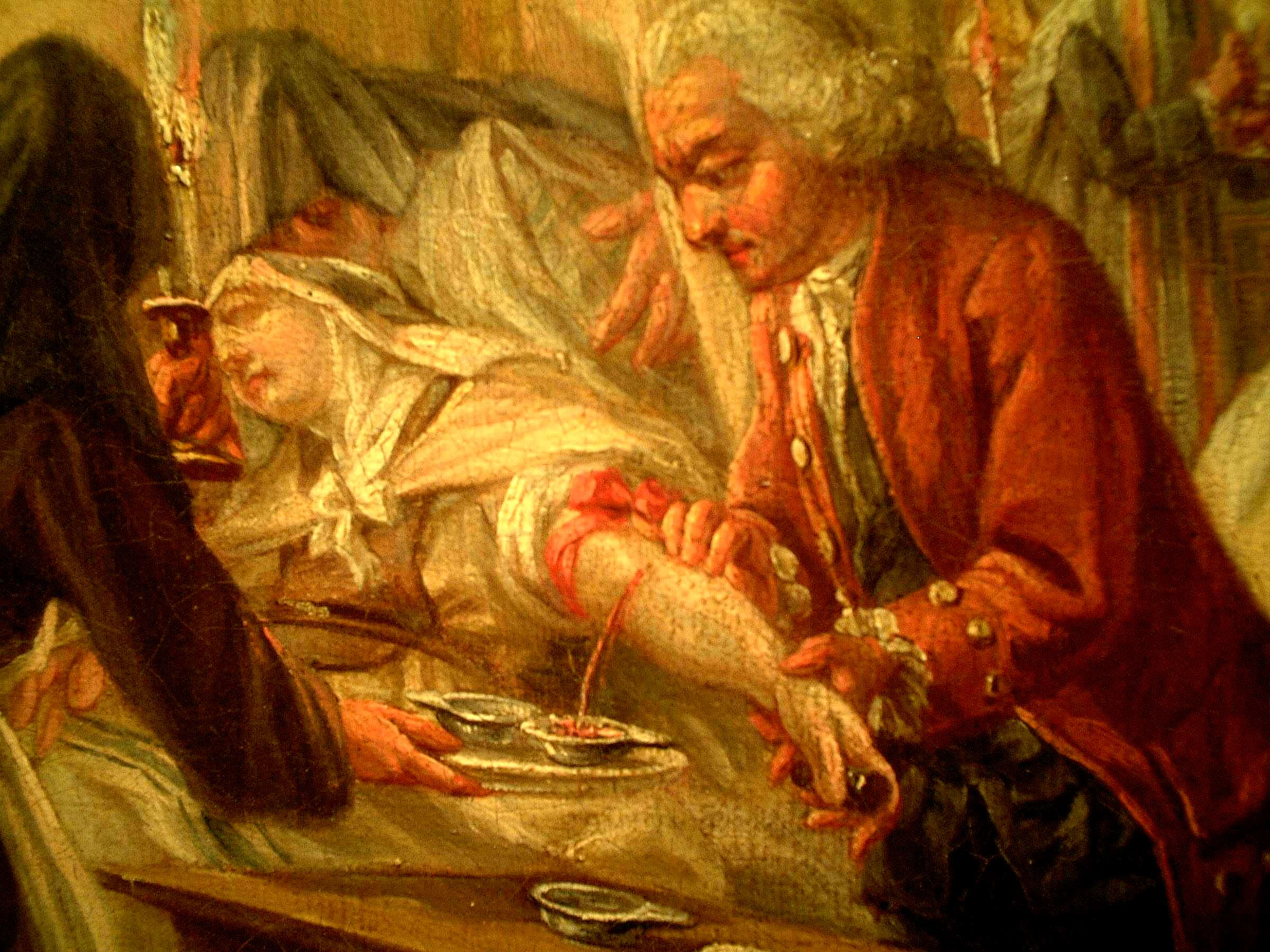
Photographie d'un tableau prise au musée de Saint-Denis.

La saignée (ou phlébotomie) est un terme ancien désignant un prélèvement sanguin pratiqué sur un malade afin d'améliorer son état.
Connue depuis l'Antiquité, c'est surtout du XVIe au XVIIIe siècle qu'elle occupe une place prépondérante parmi les pratiques thérapeutiques sanguines.

## Historique
Elle est préconisée par Hippocrate et Galien, en lien avec la théorie des humeurs.
Le terme français date d’approximativement 1160.
À partir de la Renaissance, elle connaît un regain de popularité jusqu'à devenir une véritable panacée au XVIIe siècle. Toutefois, quelques chirurgiens la critiquent comme le Marseillais Antoine Lambert qui la juge dangereuse car elle affaiblit le malade, étant par ailleurs inutile dans de nombreux cas, comme la guérison des ulcères.
Très critiquée à compter du XVIIIe siècle, sa pratique tend à disparaître dans le sillage de la théorie humorale au début du XIXe siècle, excepté pour quelques traitements tels que celui de la goutte. Pierre-Charles Alexandre Louis en démontra l'inutilité en particulier lors des traitements des maladies inflammatoires. Dans Le Malade imaginaire, Molière fait la satire du médecin pédant, sous les traits de Diafoirus, qui traite toutes les maladies par des saignées, des purges et des clystères.
En France, c'est l'aliéniste Philippe Pinel qui supprima la pratique des saignées dans les hôpitaux de Bicêtre et de La Salpétrière.

## Pratique actuelle
Le médecin austro-polonais Józef Dietl est reconnu pour avoir démontré de manière expérimentale la nuisibilité de la saignée pratiquée par défaut,.
Elle est encore pratiquée de nos jours dans quelques indications médicales : l’hémochromatose, la polyglobulie ou maladie de Vaquez, la porphyrie cutanée, l'œdème aigu du poumon, la drépanocytose...